# 즈데네크 그리게라
즈데네크 그리게라(Zdeněk Grygera, 1980년 5월 14일, 체코슬로바키아 홀레쇼프 ~ )는 체코의 전 축구 선수이다. 그는 공격형 오른쪽 풀백이 주 포지션이지만 센터백도 뛸 수도 있었다.
FK 파스타브 즐린에서 처음으로 성인 무대에 데뷔한 그는 1. FK 드르노비체, 스파르타 프라하를 거쳐 네덜란드의 AFC 아약스에서 활약했다. 첫 시즌에 그는 에레디비시 정상에 올랐고, 2005-06 시즌과 2006-07 시즌에 KNVB컵 정상에 올랐다. 또한 이 기간에 그는 체코 축구 국가대표팀의 일원으로 유로 2004와 2006년 FIFA 월드컵에 출전하였다
그리게라는 2006년 FIFA 월드컵에서의 활약을 바탕으로 월드컵 직후에 AFC 아약스를 떠나 이탈리아의 클럽으로 이적할 것이 예상되었다. 그러나 그 해에 세리에 A에서 일어난 축구 스캔들 때문에 그 해에 그리게라는 이적하지 않았다. 2006년 8월 토트넘 홋스퍼 FC가 그를 영입할 것이라는 소문도 있었으나 그리게라는 자신의 미래를 프리미어리그에서 보내고 싶지 않다고 주장했다. 그리고 2007년 1월 10일, 아약스의 기술 감독인 마르틴 판 헬은 그리게라가 보스만 판례를 통해 유벤투스 FC로 이적할 시에 2007년 6월에 계약이 만료된다고 말했다. 결국 그리게라는 1년 뒤인 2007년 4시즌간 활약한 아약스를 떠나 보스만 판례를 통해 다시 세리에 A로 복귀한 유벤투스 FC로 자유 이적했다. 그는 클럽에 하나 밖에 없는 같은 나라 사람인 파벨 네드베트와 같이 뛰게 된 것에 대해 기쁘다는 의사를 표명했다.
그렇지만 당초의 기대에 미치는 모습을 보여주었고 그 때문에 결국 2011년 8월 4시즌간 활약한 유벤투스와 상호 계약 해지를 한 다음 잉글랜드 프리미어리그의 풀럼으로 이적했다. 그러나 2011년 11월 6일 토트넘과의 리그 경기 도중 전방 인대 십자 파열이란 부상을 당하면서 6개월간 경기에 뛰지 못 하게 된다. 그리고 결국 이 부상 이후로 제 컨디션을 찾지 못 하면서 2012년 12월 6일 현역에서의 은퇴를 밝혔다.